# Mehdi Asgarkhani
Mehdi Asgarkhani (Teherán, Irán; 25 de marzo de 1948) es un exfutbolista y exentrenador de fútbol de Irán que jugaba en la posición de guardameta.

## Carrera

### Club
| Periodo   | Club                 |
| --------- | -------------------- |
| 1968–1971 | Persepolis FC        |
| 1969–1970 | → Paykan FC (cedido) |
| 1972–1974 | Al-Salmiya           |
| 1974–1984 | FC Aboomoslem        |

### Selección nacional
Jugó para Irán en una ocasión en 1976, y ganó la Copa Asiática 1976.

### Entrenador
Fue entrenador-jugador del FC Aboomoslem en 1984.

## Logros
- Copa Asiática: 1

1976